# Otto Leisner
Otto Leisner, född 16 januari 1917 i Köpenhamn och död 16 augusti 2008, var en dansk radio- och tv-värd.

## Biografi
Leisner var bland pionjärerna inom dansk TV. Han var således med när man 1948 gjorde de första experimenten med TV i Danmark på Tivoli. Det var dock i radion, där han började redan 1945 när det fortfarande hette Statsradiofonin. Bland annat, var det han som 1951 döpte om Radions Önskekonsert till Giro 413. [1]
På TV var Leisner värd för underhållningsserie Pladeparade (Skivparaden), och under det mesta av hans karriär uppträdde han som värd för frågesport såsom Fakta eller fiktion och Kvitt eller dubbelt, men också lätt underhållning som program som. Pusterummet, Turnéen och HOPLA - det senare ett program som stod hans hjärta särskilt nära. Han avgick med pension vid 70 års ålder 1987.
Leisner har även skrivit schlager- och vistexter.